# Alsomyia keili
Alsomyia keili är en tvåvingeart som beskrevs av Ziegler 1995. Alsomyia keili ingår i släktet Alsomyia och familjen parasitflugor.
Artens utbredningsområde är Turkmenistan. Inga underarter finns listade i Catalogue of Life.